# الجائزة الكبرى العالمية للكرة الطائرة 2002
الجائزة الكبرى العالمية للكرة الطائرة 2002 (بالإنجليزية: 2002 FIVB Volleyball World Grand Prix)‏ هي البطولة العاشرة للكرة الطائرة من بطولة الجائزة الكبرى العالمية للكرة الطائرة للسيدات منذ انطلاقتها عام 1993. أقيم الحدث على مدار أربعة أسابيع في ثلاث دول وست مدن في جميع أنحاء آسيا بين الفلبين وتايلاند والصين وتايبيه الصينية واليابان، وبلغت ذروتها بالجولة النهائية في استاد هونغ كونغ في هونغ كونغ في الفترة من 1 إلى 4 أغسطس 2002. وتوج بها منتخب الروسي بقيادة نيكولاي كاربول أحد أكثر المدربين الدوليين نجاحًا وأطول خدمة في تاريخ اللعبة. ويضيف ألقاب الثلاث للمنتخب الروسي من جائزة الاتحاد الدولي للكرة الطائرة الكبرى العالمية بعد عام (1997، 1999).

## الدول المتنافسة

### عملية التأهيل
| أوروبا          | أمريكا                             | آسيا                      |
| --------------- | ---------------------------------- | ------------------------- |
| ألمانيا · روسيا | البرازيل · كوبا · الولايات المتحدة | الصين · اليابان · تايلاند |

### جدول المسابقة
| منافسات الأسبوع الأولى                   | منافسات الأسبوع الأولى                      |
| المجموعة الأولى · طوكيو اليابان          | المجموعة الثانية · تشنغدو الصين             |
| ---------------------------------------- | ------------------------------------------- |
| ألمانيا · البرازيل · اليابان · تايلاند · | الصين · كوبا · روسيا · الولايات المتحدة ·   |
| منافسات الأسبوع الثاني                   |                                             |
| المجموعة الثالثة · مانيلا الفلبين        | المجموعة الرابعة · ناخون راتشاسيما تايلاند  |
| البرازيل · ألمانيا · اليابان · روسيا ·   | الصين · كوبا · تايلاند · الولايات المتحدة · |
| منافسات الأسبوع الثالث                   |                                             |
| المجموعة الخامسة · ماكاو                 | المجموعة السادسة مياولي تايبيه الصينية      |
| البرازيل · ألمانيا · الصين · تايلاند ·   | كوبا · اليابان · روسيا · الولايات المتحدة · |
| منافسات الأسبوع الرابع (الجولة النهائية) |                                             |
| هونغ كونغ                                |                                             |
| الصين البرازيل ألمانيا روسيا             |                                             |

## الجولات التمهيدية

### الترتيب
تتأهل الصين المضيفة والفرق الأربعة الأولى في الدور التمهيدي إلى الدور النهائي.
| م | Team             | Pld | W | L | Pts | SW | SL | SR    | SPW | SPL | SPR   | التأهل      |
| - | ---------------- | --- | - | - | --- | -- | -- | ----- | --- | --- | ----- | ----------- |
| 1 | الصين (H)        | 9   | 8 | 1 | 17  | 24 | 4  | 6٫000 | 685 | 551 | 1٫243 | Final round |
| 2 | روسيا            | 9   | 8 | 1 | 17  | 26 | 9  | 2٫889 | 797 | 683 | 1٫167 | Final round |
| 3 | ألمانيا          | 9   | 5 | 4 | 14  | 17 | 14 | 1٫214 | 688 | 667 | 1٫031 | Final round |
| 4 | البرازيل         | 9   | 5 | 4 | 14  | 18 | 15 | 1٫200 | 743 | 711 | 1٫045 | Final round |
| 5 | اليابان          | 9   | 4 | 5 | 13  | 13 | 18 | 0٫722 | 684 | 699 | 0٫979 |             |
| 6 | الولايات المتحدة | 9   | 3 | 6 | 12  | 16 | 20 | 0٫800 | 779 | 798 | 0٫976 |             |
| 7 | كوبا             | 9   | 3 | 6 | 12  | 11 | 22 | 0٫500 | 698 | 775 | 0٫901 |             |
| 8 | تايلاند          | 9   | 0 | 9 | 9   | 4  | 27 | 0٫148 | 566 | 756 | 0٫749 |             |

1. ↑  Qualified as hosts

### الجولة الأولى

#### مباريات المجموعة الأولى
- مكان: صالة يويوجي الوطنية، طوكيو، اليابان

| التاريخ  |          | النتيجة |          | الشوط 1 | الشوط 2 | الشوط 3 | الشوط 4 | الشوط 5 | المجموع |
| -------- | -------- | ------- | -------- | ------- | ------- | ------- | ------- | ------- | ------- |
| 12 يوليو | البرازيل | 3–2     | ألمانيا  | 25–19   | 25–22   | 19–25   | 19–25   | 15–8    | 103–99  |
| 12 يوليو | اليابان  | 3–0     | تايلاند  | 25–14   | 25–18   | 25–13   |         |         | 75–45   |
| 13 يوليو | البرازيل | 3–1     | تايلاند  | 25–21   | 25–27   | 25–22   | 27–25   |         | 102–95  |
| 13 يوليو | اليابان  | 0–3     | ألمانيا  | 20–25   | 19–25   | 21–25   |         |         | 60–75   |
| 14 يوليو | ألمانيا  | 3–0     | تايلاند  | 25–17   | 25–21   | 25–15   |         |         | 75–53   |
| 14 يوليو | اليابان  | 0–3     | البرازيل | 24–26   | 20–25   | 25–27   |         |         | 69–78   |

#### مباريات المجموعة الثانية
- مكان: صالة الألعاب الرياضية في مقاطعة سيتشوان، تشنغدو، الصين

| التاريخ  |                  | النتيجة |                  | الشوط 1 | الشوط 2 | الشوط 3 | الشوط 4 | الشوط 5 | المجموع |
| -------- | ---------------- | ------- | ---------------- | ------- | ------- | ------- | ------- | ------- | ------- |
| 12 يوليو | الولايات المتحدة | 2–3     | روسيا            | 23–25   | 25–12   | 23–25   | 25–22   | 9–15    | 105–99  |
| 12 يوليو | الصين            | 3–0     | كوبا             | 25–15   | 25–23   | 25–18   |         |         | 75–56   |
| 13 يوليو | كوبا             | 1–3     | روسيا            | 25–14   | 18–25   | 16–25   | 20–25   |         | 79–89   |
| 13 يوليو | الصين            | 3–0     | الولايات المتحدة | 25–19   | 25–17   | 25–17   |         |         | 75–53   |
| 14 يوليو | كوبا             | 1–3     | الولايات المتحدة | 25–21   | 18–25   | 26–28   | 18–25   |         | 87–99   |
| 14 يوليو | الصين            | 0–3     | روسيا            | 19–25   | 19–25   | 22–25   |         |         | 60–75   |

### الجولة الثانية

#### مباريات المجموعة الثالثة
- مكان: أرانيتا كوليسيوم، كويزون سيتي، الفلبين

| التاريخ  |          | النتيجة |          | الشوط 1 | الشوط 2 | الشوط 3 | الشوط 4 | الشوط 5 | المجموع |
| -------- | -------- | ------- | -------- | ------- | ------- | ------- | ------- | ------- | ------- |
| 19 يوليو | اليابان  | 0–3     | البرازيل | 18–25   | 23–25   | 25–27   |         |         | 66–77   |
| 19 يوليو | روسيا    | 3–0     | ألمانيا  | 25–16   | 26–24   | 25–15   |         |         | 76–55   |
| 20 يوليو | روسيا    | 3–1     | اليابان  | 25–13   | 25–10   | 23–25   | 25–19   |         | 98–67   |
| 20 يوليو | ألمانيا  | 3–0     | البرازيل | 25–18   | 25–18   | 25–22   |         |         | 75–58   |
| 21 يوليو | ألمانيا  | 0–3     | اليابان  | 26–28   | 21–25   | 19–25   |         |         | 66–78   |
| 21 يوليو | البرازيل | 0–3     | روسيا    | 21–25   | 15–25   | 21–25   |         |         | 57–75   |

#### مباريات المجموعة الرابعة
- مكان: مول ناخون راتشاسيما، ناخون راتشاسيما، تايلاند

| التاريخ  |                  | النتيجة |                  | الشوط 1 | الشوط 2 | الشوط 3 | الشوط 4 | الشوط 5 | المجموع |
| -------- | ---------------- | ------- | ---------------- | ------- | ------- | ------- | ------- | ------- | ------- |
| 19 يوليو | الولايات المتحدة | 0–3     | الصين            | 22–25   | 17–25   | 18–25   |         |         | 57–75   |
| 19 يوليو | تايلاند          | 2–3     | كوبا             | 25–18   | 26–28   | 25–23   | 15–25   | 16–18   | 107–112 |
| 20 يوليو | كوبا             | 0–3     | الصين            | 28–30   | 23–25   | 16–25   |         |         | 67–80   |
| 20 يوليو | تايلاند          | 1–3     | الولايات المتحدة | 17–25   | 25–17   | 21–25   | 20–25   |         | 83–92   |
| 21 يوليو | الولايات المتحدة | 3–0     | كوبا             | 25–21   | 25–17   | 28–26   |         |         | 78–64   |
| 21 يوليو | الصين            | 3–0     | تايلاند          | 25–14   | 25–14   | 25–15   |         |         | 75–43   |

### الجولة الثالثة

#### مباريات المجموعة الخامسة
- مكان: منتدى ماكاو، ماكاو

| التاريخ  |          | النتيجة |          | الشوط 1 | الشوط 2 | الشوط 3 | الشوط 4 | الشوط 5 | المجموع |
| -------- | -------- | ------- | -------- | ------- | ------- | ------- | ------- | ------- | ------- |
| 26 يوليو | البرازيل | 3–0     | تايلاند  | 25–10   | 25–16   | 25–12   |         |         | 75–38   |
| 26 يوليو | الصين    | 3–0     | ألمانيا  | 25–23   | 26–24   | 25–21   |         |         | 76–68   |
| 27 يوليو | البرازيل | 2–3     | ألمانيا  | 25–23   | 23–25   | 20–25   | 25–12   | 13–15   | 106–100 |
| 27 يوليو | الصين    | 3–0     | تايلاند  | 25–16   | 25–11   | 25–18   |         |         | 75–45   |
| 28 يوليو | تايلاند  | 0–3     | ألمانيا  | 19–25   | 20–25   | 18–25   |         |         | 57–75   |
| 28 يوليو | الصين    | 3–1     | البرازيل | 25–23   | 25–21   | 19–25   | 25–18   |         | 94–87   |

#### مباريات المجموعة السادسة
- مكان: قبة مقاطعة مياو لي، مياولي، تايوان

| التاريخ  |                  | النتيجة |                  | الشوط 1 | الشوط 2 | الشوط 3 | الشوط 4 | الشوط 5 | المجموع |
| -------- | ---------------- | ------- | ---------------- | ------- | ------- | ------- | ------- | ------- | ------- |
| 26 يوليو | الولايات المتحدة | 2–3     | كوبا             | 26–28   | 25–18   | 20–25   | 25–19   | 11–15   | 107–105 |
| 26 يوليو | روسيا            | 2–3     | اليابان          | 25–21   | 25–21   | 17–25   | 22–25   | 8–15    | 97–107  |
| 27 يوليو | اليابان          | 3–1     | الولايات المتحدة | 25–22   | 25–18   | 22–25   | 25–23   |         | 97–88   |
| 27 يوليو | كوبا             | 0–3     | روسيا            | 18–25   | 17–25   | 18–25   |         |         | 53–75   |
| 28 يوليو | كوبا             | 3–0     | اليابان          | 25–20   | 25–23   | 25–22   |         |         | 75–65   |
| 28 يوليو | الولايات المتحدة | 2–3     | روسيا            | 18–25   | 24–26   | 26–24   | 25–23   | 7–15    | 100–113 |

## الجولة النهائية
- مكان: هونغ كونغ كوليسيوم، هونغ كونغ

### جولة روبن
بطولة جولة روبن (بالإنجليزية: Round-Robin)‏ أو بطولة (بالإنجليزية: All-Play-All)‏ هي تنسيق منافسة يلتقي فيه كل متسابق مع كل مشارك آخر، عادةً ما يكون بدوره. تتناقض جولة روبن مع بطولة الإقصاء، حيث يتم إقصاء المشاركين بعد عدد معين من الانتصارات أو الخسائر.
| م | Team     | Pld | W | L | Pts | SW | SL | SR    | SPW | SPL | SPR   | التأهل |
| - | -------- | --- | - | - | --- | -- | -- | ----- | --- | --- | ----- | ------ |
| 1 | الصين    | 3   | 2 | 1 | 5   | 8  | 4  | 2٫000 | 251 | 246 | 1٫020 | Final  |
| 2 | روسيا    | 3   | 2 | 1 | 5   | 6  | 5  | 1٫200 | 252 | 215 | 1٫172 | Final  |
| 3 | البرازيل | 3   | 1 | 2 | 4   | 4  | 6  | 0٫667 | 228 | 238 | 0٫958 |        |
| 4 | ألمانيا  | 3   | 1 | 2 | 4   | 3  | 6  | 0٫500 | 187 | 200 | 0٫935 |        |

#### مباريات الجولة النهائية
| التاريخ |          | النتيجة |          | الشوط 1 | الشوط 2 | الشوط 3 | الشوط 4 | الشوط 5 | المجموع |
| ------- | -------- | ------- | -------- | ------- | ------- | ------- | ------- | ------- | ------- |
| 1 أغسطس | روسيا    | 3–0     | ألمانيا  | 25–19   | 25–15   | 25–22   |         |         | 75–56   |
| 1 أغسطس | الصين    | 3–1     | البرازيل | 25–21   | 25–18   | 18–25   | 25–19   |         | 93–83   |
| 2 أغسطس | ألمانيا  | 3–0     | البرازيل | 25–23   | 25–23   | 25–23   |         |         | 75–69   |
| 2 أغسطس | روسيا    | 3–2     | الصين    | 23–25   | 25–10   | 19–25   | 25–13   | 15–10   | 107–83  |
| 3 أغسطس | البرازيل | 3–0     | روسيا    | 25–23   | 25–23   | 26–24   |         |         | 76–70   |
| 3 أغسطس | الصين    | 3–0     | ألمانيا  | 25–17   | 25–20   | 25–19   |         |         | 75–56   |

### مباراة المركز الثالث
| التاريخ |         | النتيجة |          | الشوط 1 | الشوط 2 | الشوط 3 | الشوط 4 | الشوط 5 | المجموع |
| ------- | ------- | ------- | -------- | ------- | ------- | ------- | ------- | ------- | ------- |
| 4 أغسطس | ألمانيا | 3–1     | البرازيل | 18–25   | 25–17   | 28–26   | 25–16   |         | 96–84   |

### النهائي
| التاريخ |       | النتيجة |       | الشوط 1 | الشوط 2 | الشوط 3 | الشوط 4 | الشوط 5 | المجموع |
| ------- | ----- | ------- | ----- | ------- | ------- | ------- | ------- | ------- | ------- |
| 4 أغسطس | روسيا | 3–1     | الصين | 29–27   | 23–25   | 25–20   | 25–21   |         | 102–93  |

| المنتخب الفائز في الجائزة الكبرى العالمية للاتحاد الدولي للكرة الطائرة لعام 2002 |
| -------------------------------------------------------------------------------- |
| · روسيا · للمرة الثالثة                                                          |

| قائمة الفريق |
| ناتاليا موروزوفا، أناستازيا بيليكوفا، ألكسندرا كوروكوفيتس، إيلينا جودينا، ناتاليا سافرونوفا، يفغينيا أرتامونوفا، إليزافيتا تيشتشينكو، إيكاترينا جاموفا، تاتيانا غراتشيفا (ق)، إيلينا بلوتنيكوفا، أنجيلا غورييفا، أولغا تشوكانوفا. |
| المدرب |
| نيكولاي كاربول |

## الترتيب النهائي
| الترتيب | الفريق           |
| ------- | ---------------- |
| الأول   | روسيا            |
| الثاني  | الصين            |
| الثالث  | ألمانيا          |
| 4       | البرازيل         |
| 5       | اليابان          |
| 6       | الولايات المتحدة |
| 7       | كوبا             |
| 8       | تايلاند          |

## الجوائز الفردية
- أكثر لاعب قيمة:
  -  يفغينيا أرتامونوفا (RUS)
- أفضل سبيكر:
  -  إليزافيتا تيشتشينكو  [لغات أخرى]‏ (RUS)
- أفضل مانع:
  -  فاليسكا مينيزيس (BRA)
- أفضل خادم:
  -  يانغ هاو  [لغات أخرى]‏ (CHN)
- أفضل ليبيرو:
  -  فابيانا أوليفيرا  [لغات أخرى]‏ (BRA)

- أفضل هداف:
  -  يانغ هاو  [لغات أخرى]‏ (CHN)
- أفضل حفار:
  -  سيلفيا رول  [لغات أخرى]‏ (GER)
- أفضل واضع:
  -  مارسيل رودريغيز (BRA)
- أفضل مستقبل:
  -  تشو سو هونغ (CHN)